# Skłodowska (film)
Skłodowska (ang. Radioactive) – brytyjski film biograficzny z 2019 roku w reżyserii Marjane Satrapi, opowiadający o życiu Marii Skłodowskiej-Curie. Główną bohaterkę zagrała Rosamund Pike, a w postać jej męża, Pierre'a Curie, wcielił się Sam Riley.

## Obsada
- Rosamund Pike jako Maria Skłodowska-Curie
  - Harriet Turnbull jako młoda Maria
- Sam Riley jako Pierre Curie
- Anya Taylor-Joy jako Irena
  - Ariella Glaser jako młoda Irena
  - Indica Watson jako Irena w wieku 6 lat
- Aneurin Barnard jako Paul Langevin
- Simon Russell Beale jako Gabriel Lippmann
- Tim Woodward jako Alexandre Millerand
- Michael Gould jako Clark
- Jonathan Aris jako Hetreed
- Mirjam Novak jako Francoise

## Produkcja
Zdjęcia rozpoczęto w lutym 2018 na Węgrzech.

## Premiera
Premiera filmu odbyła się 14 września 2019 w ramach Międzynarodowego Festiwalu Filmowego w Toronto. Polska premiera była zaplanowana na 20 marca 2020, jednak z powodu epidemii koronawirusa musiała zostać odwołana.